# Suiriri-valente
O suiriri-valente (Tyrannus tyrannus) é uma espécie de ave da família Tyrannidae nativo da América do Norte.

## Taxonomia
O suiriri-valente foi descrita pelo naturalista sueco Carl Linnaeus em 1758, na décima edição de seu Systema Naturae, sob o nome binomial de Lanius tyrannus. O gênero Tyrannus foi introduzido em 1799 pelo naturalista francês Bernard Germain de Lacépède, com o suiriri-valente como a espécie-tipo. O suiriri-valente é monotípico.

## Distribuição e alcance

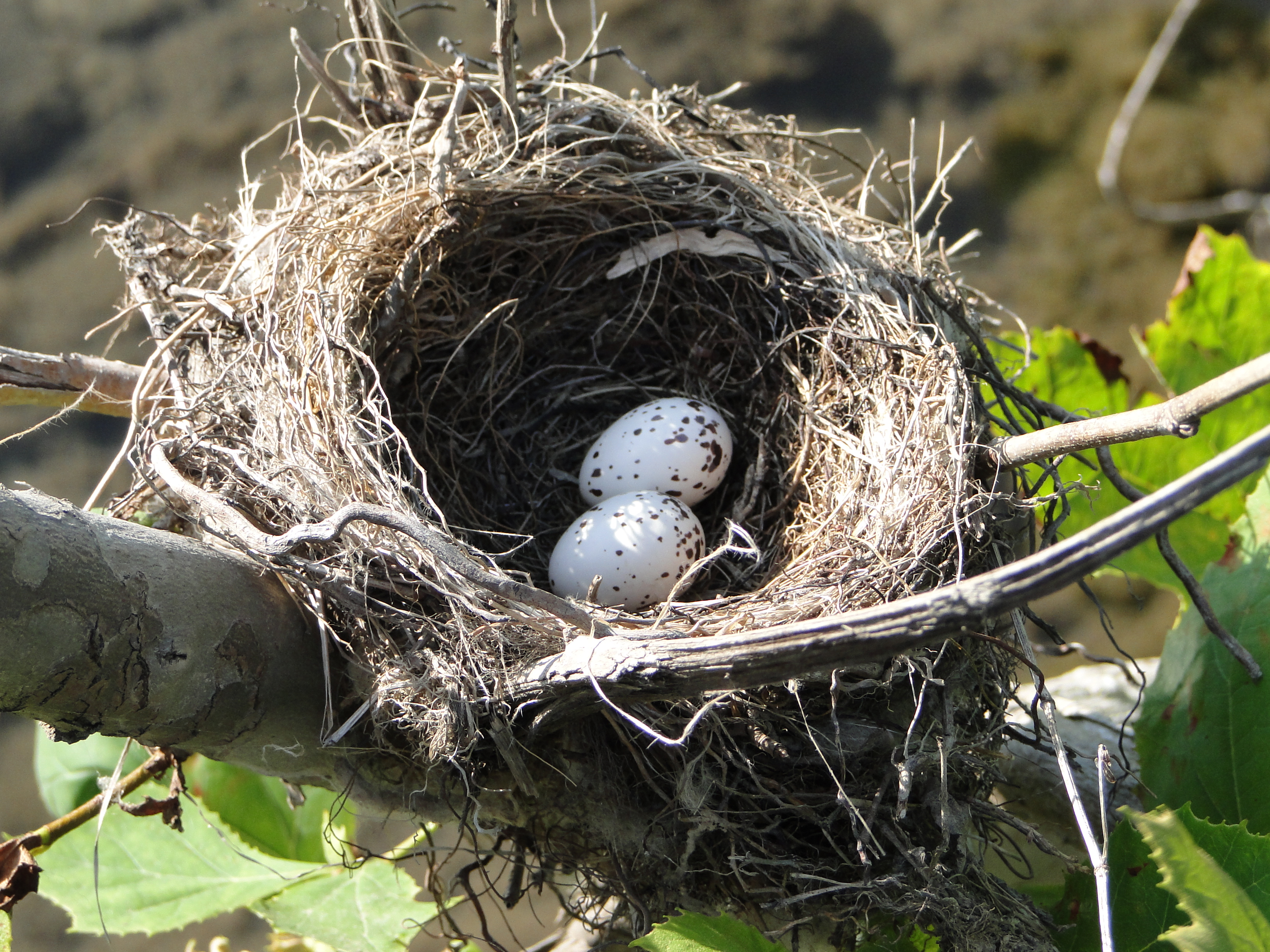
Ninho e ovos

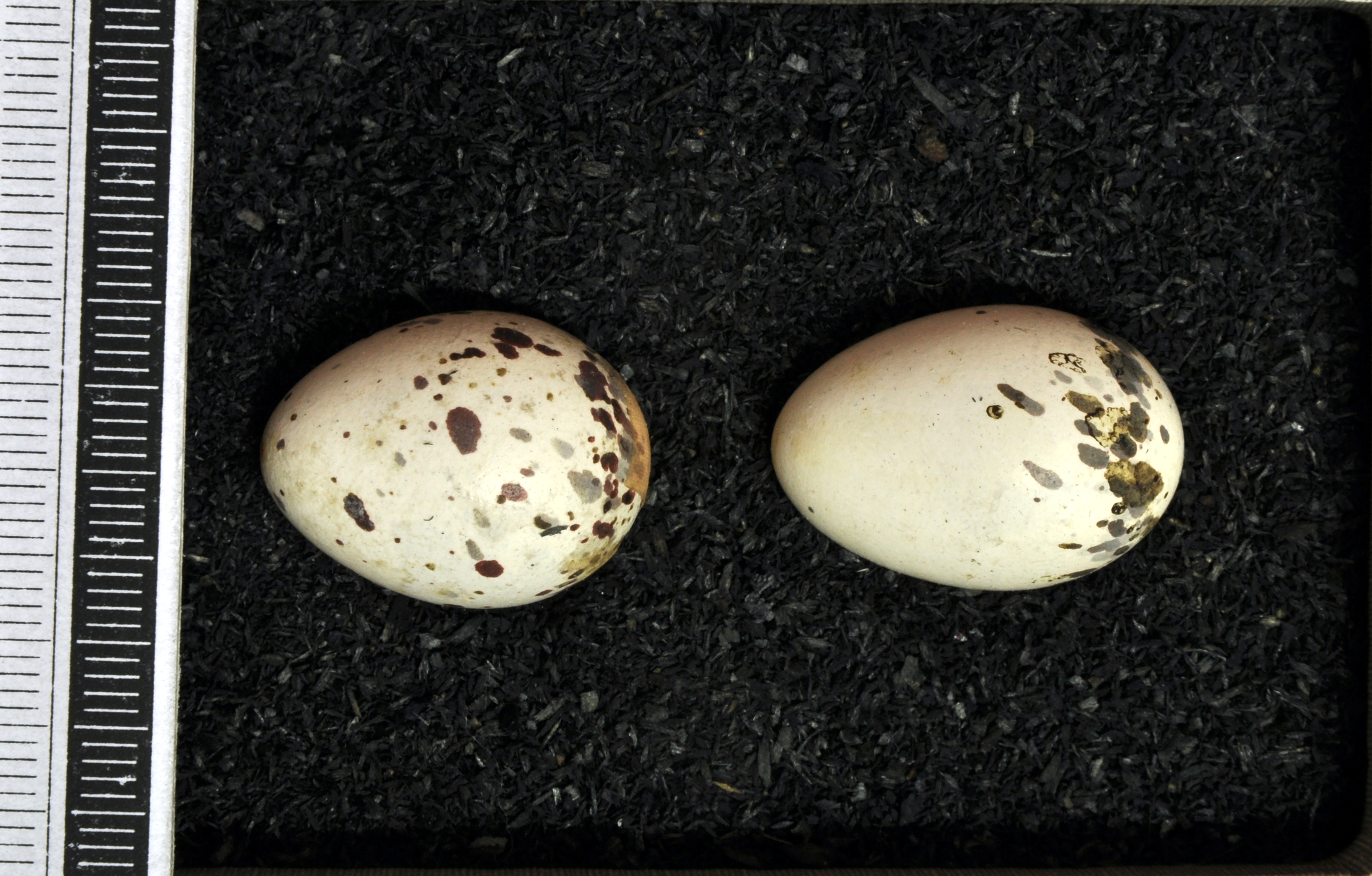
Ovos, Museu da Coleção Wiesbaden

Seu habitat de reprodução são áreas abertas na América do Norte. Costumam fazer seus ninhos em forma de taça em árvore ou arbusto, às vezes em cima de troncos. Esses pássaros defendem agressivamente seu território, mesmo contra pássaros muito maiores. Essas aves migram em bandos para a América do Sul.

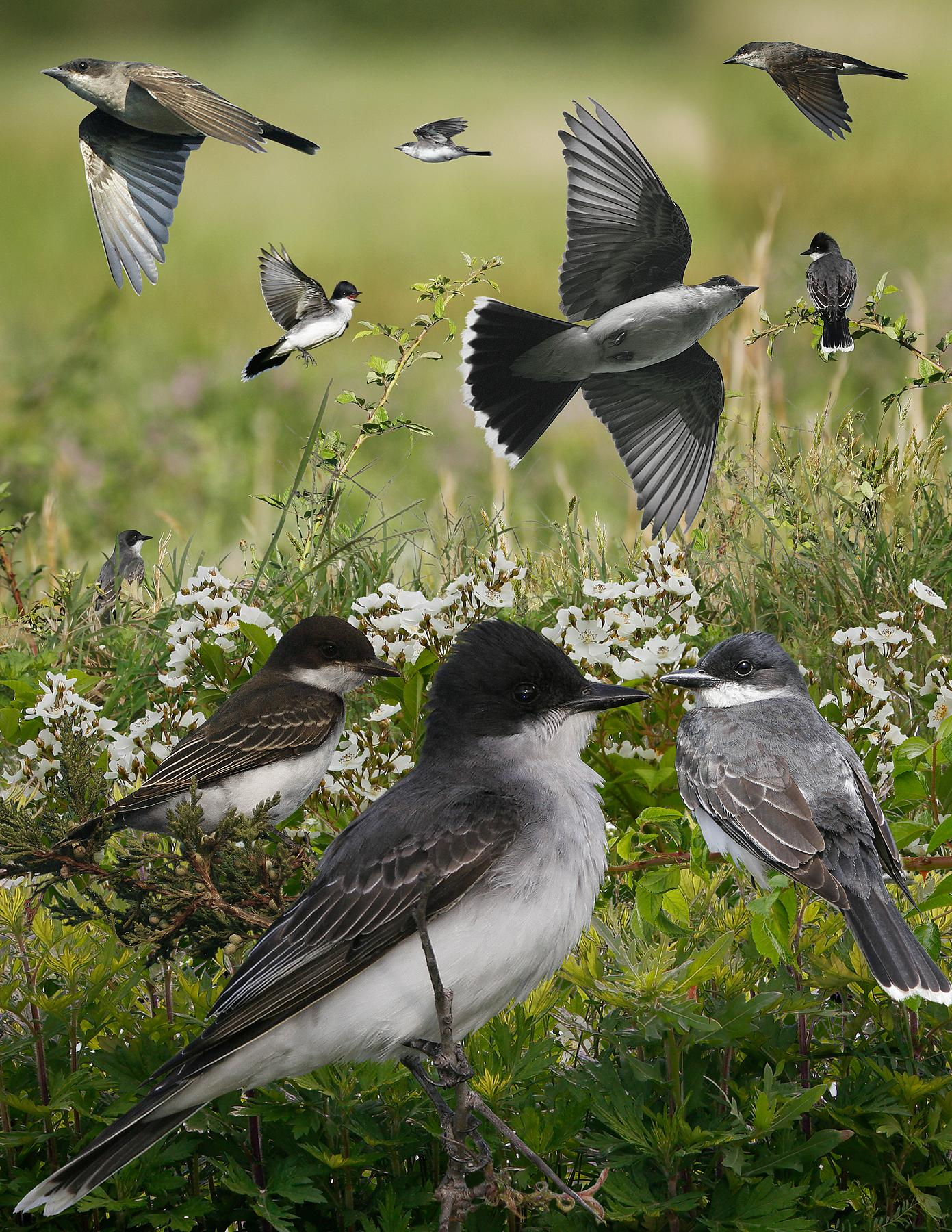